# Tyran
Pour les articles homonymes, voir Tyran (homonymie).
Pour l’article ayant un titre homophone, voir Tirant.
Un tyran (en grec ancien : τύραννος / túrannos, « maître absolu ») désigne dans l'Antiquité grecque un individu disposant d’un pouvoir absolu, après s'en être emparé de façon illégitime, en général par la force.

## Histoire de la notion
L'origine du mot tyran est inconnue, quoiqu'elle puisse être d'origine lydienne. Elle a été appliquée pour la première fois au VIIIe siècle av. J.-C. au roi lydien Gygès par le sophiste Hippias d'Élis. Originellement, le terme n'est ni péjoratif, ni mélioratif. Il désigne simplement un particulier qui a obtenu le pouvoir d'une manière illégitime.
Le terme prend toutefois un sens péjoratif, notamment à Athènes. Il est à partir de ce moment-là sous-entendu que le tyran abuse de son pouvoir : la nature du pouvoir tyrannique se reconnaît en effet à ce que le tyran, sans abolir les lois, se place au-dessus d'elles. La perversion de ce régime tient aussi au fait que « la tyrannie cumule les vices de la démocratie et ceux de l'oligarchie », en raison de l'amour du tyran pour les richesses et de son hostilité à l'égard du peuple qu'il désarme et asservit. En outre, ce régime se caractérise par son arbitraire, le tyran étant « celui qui, dans la cité, exerce son autorité selon ses propres vues ».
Platon utilise presque les mêmes termes dans Le Politique, et le sous-entend en le décrivant dans le Gorgias. Sur le plan politique, il y a une différence entre « tyrannie » et « despotisme » : dans la Grèce antique, un tyran était un homme qui disposait d’un pouvoir assuré par la force ; ce pouvait être un ancien magistrat, parfois même un esclave, arrivé au pouvoir après un coup d'État, par ruse plus que par violence. Les tyrans ne prirent jamais officiellement le titre de tyran, et il n'y eut pas de titre général et officiel pour les désigner, c'est pourquoi on leur donna le nom utilisé par leurs ennemis pour les stigmatiser.
À l’époque moderne, chez Jean-Jacques Rousseau et au XVIIIe siècle, le mot de « tyran » prend le sens d’usurpateur de l’autorité royale. Dans Du contrat social, il définit le tyran comme « un particulier qui sʼarroge lʼautorité royale sans y avoir droit. Cʼest ainsi que les Grecs entendaient ce mot de tyran : ils le donnaient indifféremment aux bons et aux mauvais princes dont lʼautorité nʼétait pas légitime. Ainsi, tyran et usurpateur sont deux mots parfaitement synonymes. »

## Les tyrans dans l'histoire grecque
Le mot tyran est d’abord attesté chez les poètes lyriques : Archiloque de Paros, Simonide d'Amorgos et Alcée de Mytilène ; venu de Lydie, il signifiait à l'origine maître, roi, et il convenait à certains dieux comme son équivalent basileus, « roi ». Mais le titre a pris une connotation péjorative dès son apparition, en raison de son origine, car il désignait les despotes orientaux, et il fut appliqué à ceux qui prenaient le pouvoir absolu à la suite d'une insurrection.
La tyrannie a concerné presque toutes les régions du monde grec. Phénomène très fréquent à l'époque archaïque, il se maintient à l'époque classique et apparaît encore au IIe siècle av. J.-C. avec Nabis de Sparte. Les premiers tyrans sont apparus en Asie Mineure, avec Thrasybule de Milet, Pittacos de Mitylène, Polycrate de Samos, et Lygdamis de Naxos. Aristote classe ces premiers tyrans dans une forme particulière de monarchie non héréditaire, sorte de tyrannie élective et fondée sur la loi : « Chez les anciens Grecs, certains devenaient de cette manière des monarques qu'on appelait aisymnètes », ; ces législateurs choisis par les villes pour mettre fin aux discordes civiles concentraient tout le pouvoir politique dans leurs mains et ils étaient irresponsables. La Grèce proprement dite connut elle aussi un grand nombre de tyrans, particulièrement le Péloponnèse et l'isthme de Corinthe avec, entre autres, Phidon d'Argos et Cypsélos de Corinthe. L’un des plus célèbres tyrans fut Pisistrate, à Athènes en 560 av. J.-C., bien qu'on ne l'ait jamais nommé tyran de son vivant. Le mot n'a pas alors de sens péjoratif ; il ne l'acquerra que plus tard et sous l'influence de Platon. Enfin, en Sicile et en Grande-Grèce, la tyrannie se développa avec, entre autres, des hommes comme Panétios de Léontinoi, Phalaris et Théron d'Agrigente, plus tard Denys et Dion de Syracuse.

### Origines de la tyrannie
La tyrannie constitue un phénomène historique capital du fait de la chute de l'aristocratie et de l'accession au pouvoir de la bourgeoisie. Son avènement au VIe siècle av. J.-C. marque en effet un bouleversement économique et social. Il nous est connu par les œuvres de Solon et de Théognis.
L'historien Thucydide voit avec raison dans l'accroissement de la richesse la cause déterminante de la tyrannie, et c'est bien à mesure que les villes prospéraient que se propageait la tyrannie. À partir de la diffusion de la monnaie comme moyen d'échanges, à la place du troc, le commerce et l'industrie ont été facilités grandement, et des richesses nouvelles ont ainsi été amassées. Cette richesse capitaliste favorisa l’instauration d’un nouvel ordre social et l’essor de nouveaux riches, plèbe besogneuse, gens de métiers et marchands, résolus à conquérir une place dans la cité. Ce fut le cas pour les Alcméonides en Attique, dont la puissance devint écrasante tandis que les travailleurs agricoles et les tenanciers devenaient les serfs des grands propriétaires. Du VIIIe siècle av. J.-C. au VIe siècle av. J.-C., les cités commerçantes d’Éolide, d’Ionie et des îles, puis celles de la Grèce proprement dite, Sicyone, Corinthe, Mégare, Athènes, connurent cette révolution. Excepté en Sicile, où ils ont mis fin aux querelles intestines, les tyrans se trouvent en effet dans les cités où le régime industriel et commercial prévalait sur l'économie rurale. La liste des tyrans grecs coïncide pour ainsi dire avec la carte des grands ports, depuis l'Asie Mineure jusqu'aux rives du golfe de Corinthe, à la seule exception d'Égine : Athènes est acquise à la tyrannie en 560 av. J.-C. quand les réformes de Solon eurent donné à cette cité, jusque-là agricole, un autre destin. C'est au moment où le commerce international de la céramique fleurit à Milet qu'y règne Thrasyboulos, Corinthe la supplante sous les tyrans Cypsélos et Périandre, enfin Athènes s'impose sur le marché des poteries sous les Pisistratides. À ces facteurs économiques s'ajoutaient parfois les haines de race : ainsi à Milet les Gergithes attisaient-ils de vieilles rancunes contre le parti de la χειρομάχα / kheiromákha,.

### Nature des tyrans
Le tyran a d'abord été un démagogue, celui qui s'est fait le champion des classes inférieures en se donnant l’image du défenseur du peuple : il a mené les pauvres contre les riches, ou les roturiers contre les nobles, et la multitude le suivait aveuglément pourvu qu'il travaillât pour elle. Cet antagonisme social organisé sous la direction des tyrans est un élément déterminant à la fois pour les situer géographiquement et pour comprendre leur politique.
Pour s'emparer du pouvoir, les tyrans favorisaient une insurrection de leurs partisans armés au bon moment, par exemple à l'occasion d'une fête religieuse dans la cité. On sait comment Pisistrate invoqua le prétexte d'un prétendu attentat contre sa personne pour se faire attribuer la garde personnelle de ses « porte-gourdins » ; d'autres tyrans se constituaient des troupes mercenaires, comme Périandre de Corinthe avec ses « porte-lances ».
Tout en se faisant les champions des classes inférieures, les tyrans étaient le plus souvent issus du camp adverse, et ils occupaient une haute magistrature ; Thrasybule, tyran de Milet, avait été prytane ; Cypsélos, tyran de Corinthe, avait été basileus ; Orthagoras, tyran de Sicyone, avait été polémarque, et les tyrans de Sicile, stratèges. Ils s'assuraient quelquefois l'appui de l'étranger. Durant le VIe siècle av. J.-C., de nombreux tyrans prirent le pouvoir un peu partout en Grèce, en renversant les gouvernements établis. C'est à cette époque que la Perse commençait ses incursions en Grèce, avec le soutien de tyrans cherchant des appuis pour conserver leur pouvoir. Ainsi Cylon tenta-t-il d'imposer la tyrannie à Athènes avec l'appui des Mégariens ; Pisistrate devint tyran avec l'aide des mercenaires amenés par Lygdamis, et Lygdamis à son tour rentra à Naxos en vainqueur grâce aux secours demandés à Pisistrate. En Asie Mineure, les tyrans étaient désignés par le grand roi, leur maître.

### Méthode de gouvernement des tyrans
Arrivés au pouvoir, les tyrans s'établissaient sur l'acropole de leur cité, s'entouraient d'une garde armée, bannissaient les oligarques les plus dangereux, et tenaient les autres grâce à des otages. La constitution de la cité était conservée ainsi que les lois civiles, et les lois politiques étaient rarement suspendues. Si l'assemblée était amenée à voter, c'était sous la surveillance de porte-gourdins. Ainsi, les apparences étaient sauves. Mais la réalité de l'exercice du pouvoir était brutal. Le gouvernement de la cité était entre les mains du tyran, de son fils et de sa famille qui se répartissaient les magistratures : la tyrannie, système de pouvoir à vie, tendait ainsi à devenir un régime dynastique.
Le principe général de la tyrannie consistait à abaisser l'aristocratie et à relever les humbles, en vertu du conseil donné par Thrasybule, le tyran de Milet, à Périandre : « Il faut couper les épis qui dépassent ». On procédait donc par exécutions, sentences d'exil, confiscations et espionnage. Certains tyrans excitèrent la défiance entre les citoyens, étouffèrent l'initiative individuelle, la liberté de penser et le talent. Clisthène, le tyran de Sicyone, remplaça les tribus gentilices par des tribus territoriales : pour humilier ses adversaires politiques, membres des grandes familles aristocratiques, il leur donna les noms de « Porcinards, Asinards et Cochonards » ; et son petit-fils, Clisthène, le réformateur démocratique d'Athènes, fit la même chose.
Les tyrans privaient la noblesse des sacerdoces religieux et les assumaient eux-mêmes, afin d'ôter à cette noblesse le prestige qu'ils lui conféraient, comme l'explique Aristote : « Le tyran doit toujours se montrer d'un zèle exemplaire pour le culte des dieux, car les citoyens redoutent moins l'injustice de la part d'un maître qu'ils croient plein de la crainte des dieux, et parce qu'ils conspirent moins contre lui, se disant qu'il a les dieux mêmes pour alliés ». Cette piété des tyrans s'exerçait cependant avec un calcul politique : elle visait à asseoir leur pouvoir et à garantir leur vie même, et ne s'adressait qu'aux divinités panhelléniques et poliades, aux dieux populaires et aux héros agrestes, à l'exclusion des divinités à caractère aristocratique. Ainsi Clisthène expulsa-t-il de Sicyone Adraste, cher à la noblesse dorienne, et Pisistrate installa Artémis Brauronia sur l'Acropole. La vogue que connut le culte de Dionysos, dieu de la vigne et de la joie, date des tyrans.

### Politique économique et sociale des tyrans
Dans les campagnes, la question agraire semble avoir été résolue en Attique après le gouvernement de Pisistrate, de même en Mégaride, où Théagène distribua des terres à ses partisans. Pour retenir ces nouveaux propriétaires sur leur sol et les empêcher de venir grossir la plèbe urbaine, Pisistrate leur envoya des juges itinérants, tandis que Périandre faisait siéger des conseils locaux jusqu'aux extrémités du territoire corinthien.
Dans les villes, comme l'esclavage pesait lourdement sur les salaires, en particulier dans un centre industriel comme Corinthe, Périandre interdit d'introduire de nouveaux esclaves, et il porta une loi contre l'oisiveté.
Grands bâtisseurs, les tyrans ont aussi voulu enrichir les artisans et gens de métier pour leur ôter le désir de faire de l'opposition. Par des travaux d'utilité publique et d'embellissement, non seulement ils favorisèrent l'industrie et le commerce maritime mais encore ils inspirèrent au peuple une grande fierté civique : la fontaine Pirène fit la gloire de Périandre, la Fontaine Ennéacrounos et le temple Hécatompédon, celle de Pisistrate, et les travaux de Polycrate de Samos furent célèbres et admirés en Grèce.
Pour ajouter encore à leur prestige, les tyrans menaient une vie de cour brillante au milieu d'une domesticité nombreuse, attirant à l'envi architectes, sculpteurs et poètes ; ils donnaient au peuple des fêtes magnifiques, et d'une façon générale, préféraient la paix à la guerre (à l'exception des tyrans de Sicile), car la moindre défaite leur aurait coûté le pouvoir et la vie.
Certains tyrans étaient plutôt populaires au moins au début de leur règne, puisque leur ascension se faisait avec l'aide du peuple, comme le montre la liste établie par Aristote des tyrans qui tenaient leur pouvoir de la « démagogie » ; ainsi Cypsélos était réputé n'avoir pas besoin d'une garde pour se promener dans sa cité ; sa popularité venait du fait qu'il redistribua les terres aux mains de puissantes familles de façon plus égalitaire, élargissant ainsi le pouvoir politique à une fraction bien plus importante du peuple. Le tyran Périandre de Corinthe, fils de Cypsélos, est même classé parmi les Sept sages de la Grèce antique.

### Alliances politiques et matrimoniales des tyrans
Solidaires face à leur ennemi commun, l'aristocratie, les tyrans développèrent une politique de soutien mutuel : on vit Lygdamis se faire le geôlier des otages confiés à sa charge par Pisistrate, son protégé et son protecteur. Cette solidarité alla jusqu'à des mariages, et il fut fréquent que les tyrans épousent les filles les uns des autres : Proclès, tyran d'Épidaure, donna sa fille à Périandre ; Théagène, tyran de Mégare, prit pour gendre Cylon. Le cas le plus remarquable de ces alliances entre « maisons » de tyrans est celui des tyrans de Sicile : Gélon, tyran de Syracuse, épousa une fille de Théron, tyran d'Agrigente ; après la mort de Gélon, son frère Polyzalos l'épousa à son tour ; Hiéron, autre frère de Gélon, épousa la nièce de Théron, fille du frère ; Théron de son côté épousa la fille de Polyzalos.
Mais c'est le cas du tyran d'Athènes, Pisistrate, qui a le plus intrigué les historiens. Il a été marié trois fois, d'abord avec une Athénienne dont le nom n'est pas connu, puis avec l'Argienne Timonassa, femme de haut rang, et enfin avec la fille de Mégaclès, son adversaire. Il est probable que dans le cas de ces deux derniers mariages, Pisistrate a été bigame : la pratique de deux mariages simultanés, l'un avec une Athénienne, l'autre avec une étrangère demeurée dans son pays d'origine, permettait une alliance politique et militaire. Les fils de Pisistrate et de Timonissa sont restés à Argos, et l'un d'eux a amené une troupe de mille hommes qui combattirent à Pallène pour la cause de Pisistrate. Par la suite, un des fils de Pisistrate, Hippias, donna sa fille au fils du tyran de Lampsaque et il y gagna ainsi d'être introduit auprès du grand roi.

### La fin des tyrans auVIesiècleav. J.-C.et leur renouveau auIVesiècle
À l'exception de la dynastie des Orthagorides qui réussit à se maintenir pendant un siècle à Sicyone, le régime des tyrans ne dura nulle part, bien qu'il ait puissamment contribué à la prospérité matérielle et au développement de la démocratie. Il a persisté seulement tant qu'il a eu l'appui du peuple, qui l'a utilisé comme une machine de guerre pour abattre le pouvoir des oligarques. Lorsque les cités eurent trouvé leur équilibre constitutionnel par la prépondérance du régime démocratique, la tyrannie disparut en Grèce. Aristote note que le régime des tyrans était incompatible avec la liberté civique : « Aucun homme libre ne consent volontairement à supporter une autorité pareille ». Au tyran porté d'abord au pinacle par la foule, succédait un épigone plus dur et moins capable, car au fur et à mesure qu'elle devenait moins utile, la tyrannie se faisait oppressive. Ainsi s'explique la fin sanglante de certains tyrans : aucun des fils de Pisistrate ne se maintint au pouvoir, Hipparque fut assassiné par les tyrannoctones, puis Hippias fut déposé.

On doit cependant noter qu'un renouveau du régime des tyrans s'est produit dès le IVe siècle av. J.-C. quand des « hommes supérieurs » comme Alcibiade, Lysandre ou Agésilas II commencent à prévaloir dans la politique de la Cité ; c'est alors que de fortes personnalités mettent la violence et la ruse au service de la volonté de puissance : « Une morale à la Nietzsche aboutit à une politique à la Machiavel », écrit l'historien Gustave Glotz. On vit alors surgir les tyrans Denys de Syracuse, Évagoras de Chypre, Hermias d'Atarnée, Lycophron de Phères, Jason de Phères, Cléarque d'Héraclée, Timophane de Corinthe, Euphron de Sicyone ou Chéron de Pellène, et beaucoup d'autres. 

« C'est désormais une habitude prise dans les cités de ne plus vouloir l’égalité, mais de se pousser au pouvoir, ou, quand on a le dessous, de se résigner à l’obéissance. »

— Aristote, Politique, Livre IV, XI, 19, 1296 a 40 - 1296 b.
 Cependant, l’opposition à la tyrannie demeurait vive, en particulier à Athènes : une inscription, trouvée sur l’agora, datant de 336 av. J.-C., mentionne une loi qui autorisait des mesures en faveur du meurtrier d’un tyran. De même les citoyens d’Erétrie, en Eubée, prirent-ils des mesures contre la tyrannie.

## Tyrans et tyrannie dans la littérature et la philosophie grecques
Les Grecs n’ont jamais aimé ni supporté longtemps l’hégémonie d’un homme, comme en témoignent l’autel et la stèle érigés sur l’Acropole d'Athènes « pour commémorer l’iniquité des tyrans » : au pouvoir fort d’un seul, ils préférèrent chez eux le respect de la liberté et l’égalité devant la loi. C’est cet idéal qui est exalté dans leur littérature et leur philosophie, par opposition à la tyrannie, soumise à de fortes critiques.
De Théognis, au VIe siècle av. J.-C., à Aristote, nombreux sont les auteurs qui ont dénoncé dans l’anarchie une voie ouverte vers la tyrannie. « Si je ne me suis pas attaché à la violence amère et à la tyrannie, si je n’en ai pas souillé et rendu honteuse ma renommée, je n’ai pas à en rougir, car c’est ainsi, je crois, que mon nom pourra surpasser le nom de tous les hommes », écrit Solon : à la démesure et à la violence, Solon préfère la valeur d’eunomie, εὐνομίη / eunomíè, la « bonne législation ». L’Anonyme de Jamblique à la fin du Ve siècle av. J.-C., montre que la disparition de la loi et de la justice engendre la tyrannie, « ce fléau si important par sa portée et sa nature ». Chez Hérodote, Otanès estime que la tyrannie est irresponsabilité, démesure, envie et violence. Les Tragiques opposent la cité grecque, la πόλις / pólis, au despotisme oriental ; Sophocle condamne « la démesure » qui « enfante le tyran », au nom des lois sublimes « dont l’Olympe seul est le père ». C’est toujours sur le critère du respect de la loi que Xénophon établit la distinction entre le tyran et le roi : car le roi règne conformément aux lois, tandis que le tyran commande par la force en ne suivant que son caprice et sans se soucier des lois.
Mais toutes ces brèves condamnations de la tyrannie ne sont rien en regard de l’ampleur que Platon a donnée à ce thème dans La République. Tout entière inspirée par Denys l’Ancien, l’homme qui régnait alors à Syracuse, l’analyse de Platon montre la genèse, les mœurs et les méthodes du tyran. Né de la corruption de la démocratie extrême, quand l’excès de liberté conduit à la ruine de la liberté, le désordre universel favorise l’accès au pouvoir d’un homme plus violent ou plus rusé que les autres qui accapare le rôle de protecteur du peuple dans la lutte contre les riches : entraîné à prononcer des condamnations injustes ou des mises à mort, il abolit les dettes, partage les terres, mais est alors menacé par les conspirations : « N’est-ce pas dès lors pour un tel homme une nécessité et comme une loi du destin ou de périr de la main de ses ennemis, ou de devenir tyran et d’être changé en loup ? ». La suite logique est celle d’un engrenage : les riches émigrent, le peuple exulte, le tyran s’installe. Pour perpétuer son rôle de sauveur, le voici bientôt contraint de pratiquer des épurations, de s’entourer de mercenaires et d’entretenir des guerres continuelles. Cette analyse se retrouve avec peu de changements dans l’enquête historique conduite par Aristote dans le Politique. Ainsi, la réflexion des poètes et des philosophes grecs a-t-elle su analyser les causes, les symptômes et les crises de valeurs démocratiques qui amènent les peuples à subir une tyrannie.